# District de Wangcheng
Le district de Wangcheng (望城区 ; pinyin : Wàngchéng Qū) est une subdivision district administratif de la province du Hunan en Chine. Il est placé sous la juridiction de la ville-préfecture de Changsha.

## Démographie
La population du district était de 718 606 habitants en 1999.